# Leonid Nowytschenko
Leonid Mykolaiowytsch Nowytschenko (* 5. Märzjul. / 18. März 1914greg. in Russaniwka, Gouvernement Poltawa, Russisches Kaiserreich; † 22. November 1996 in Kiew, Ukraine) war ein ukrainischer Literaturkritiker und Philologe.

## Leben
Leonid Nowytschenko kam 1914 als Sohn einer Lehrerfamilie im Dorf Russaniwka im heutigen Rajon Lypowa Dolyna der ukrainischen Oblast Sumy zur Welt und besuchte bis 1932 das pädagogische Technikum in Hadjatsch. Anschließend arbeitete er bei einer Zeitung und begann ein Studium der Philologie an der Taras-Schewtschenko-Universität in Kiew, das er im Jahr 1939 abschloss. Nach dem Studium begann er als Journalist zu arbeiten und wurde Mitglied des Schriftstellerverbandes der UdSSR. Während des Deutsch-Sowjetischen Krieges war er als Militärkorrespondent eingesetzt. Zwischen 1943 und 1946 arbeitete als Redakteur der Zeitung „Literatur und Kunst“, 1944 wurde er Parteimitglied der KPdSU.
Von 1949 an war er am „Taras-Schewtschenko-Institut für Literatur“ der Akademie der Wissenschaften der USSR beschäftigt, dessen Mitglied er später wurde. Von 1959 bis 1986 war er Sekretär des Schriftstellerverbandes der UdSSR und von 1966 an war er zudem Sekretär der Union der Schriftsteller der Ukraine.
Nowytschenko starb 82-jährig in Kiew und wurde auf dem Baikowe-Friedhof beerdigt.

## Werk
Nowytschenko war der Autor von etwa 40 Werken zur Theorie des Sozialistischen Realismus und zur Geschichte der ukrainischen Literatur. Außerdem war er einer der Autoren und Herausgeber der Geschichte der ukrainischen Literatur (Bände 1–8, 1967–1971). Er analysierte unter anderem die Werke von Mykola Baschan, Oleksandr Dowschenko, Iwan Franko, Andrij Holowko, Oles Hontschar, Myroslaw Irtschan, Mychajlo Kozjubynskyj, Andrij Malyschko, Leonid Perwomajskyj, Mychajlo Stelmach und Lessja Ukrajinka.

## Ehrungen
Nowytschenko erhielt zahlreiche Auszeichnungen. Darunter:
- 1968 Taras-Schewtschenko-Preis[5]
- Drei Orden des Roten Banners der Arbeit[3]